# Sébastien Le Toux
Sébastien Le Toux (Mont-Saint-Aignan, Alta Normandía, Francia; 10 de enero de 1984) es un futbolista franco-estadounidense retirado. Jugaba  de centrocampista y delantero, y pasó gran parte de su carrera en la Major League Soccer, donde jugó 10 temporadas.

## Trayectoria
Le Toux comenzó su carrera en las inferiores del Rennes, sin embargo debutó profesionalmente en 2004 vistiendo la camiseta del Lorient.
En 2007 se probó, sin éxito, en el FC Dallas de la MLS. Luego firmó por los Seattle Sounders de la USL First Division (USL-1), segunda liga en importancia en el sistema de ligas de fútbol de los Estados Unidos. Ese mismo año ganó el campeonato con su equipo, fue elegido el Jugador Más Valioso de la liga y fue el máximo goleador de la temporada, empatado a 10 goles con Charles Gbeke del Montreal Impact.
En mayo de 2008 se convirtió en el primer jugador en ser contratado por el Seattle Sounders FC de la MLS, equipo que comenzó a jugar a partir de la temporada 2009. En noviembre de ese año fue escogido en el draft por expansión por el Philadelphia Union, equipo que comenzó a disputar la Major League Soccer a partir de la temporada 2010.
El 10 de abril de 2010, Le Toux consiguió su primera tripleta de la historia del Union, en su victoria 3-2 contra el D.C. United.
El 31 de enero de 2012 ficha por el Vancouver Whitecaps, debutó con el club el 10 de marzo frente a Montreal Impact.
Apenas 6 meses después de haber llegado al club canadiense, Vancouver Whitecaps traspasó a Le Toux al New York Red Bulls por una cifra no especificada y los servicios de Dane Richards. En su paso por los Red Bulls, Le Toux asistió a Thierry Henry el que fue el gol de la victoria 1-0 ante el Chicago Fire.
El 6 de diciembre de 2012 regresó al Philadelphia Union como intercambio.
Antes de su retiro, además jugó por los Colorado Rapids y el D.C. United, este último club donde terminó su contrato el 17 de agosto de 2017 por mutuo acuerdo.

## Selección nacional
Le Toux nunca ha sido internacional por Francia. En una entrevista dada en julio de 2008 expresó sus deseos de jugar por la selección de Estados Unidos.

## Clubes
| Club                | País           | Año       |
| ------------------- | -------------- | --------- |
| FC Lorient          | Francia        | 2004-2006 |
| Seattle Sounders    | Estados Unidos | 2007-2008 |
| Seattle Sounders FC | Estados Unidos | 2009      |
| Philadelphia Union  | Estados Unidos | 2010-2011 |
| Vancouver Whitecaps | Canadá         | 2012      |
| New York Red Bulls  | Estados Unidos | 2012      |
| Philadelphia Union  | Estados Unidos | 2013-2016 |
| Colorado Rapids     | Estados Unidos | 2016      |
| D.C. United         | Estados Unidos | 2017      |

## Palmarés

### Campeonatos nacionales
| Título                   | Club             | País           | Año  |
| ------------------------ | ---------------- | -------------- | ---- |
| USL First Division       | Seattle Sounders | Estados Unidos | 2007 |
| Copa Gambardella         | Stade Rennais    | Francia        | 2003 |
| Lamar Hunt U.S. Open Cup | Seattle Sounders | Estados Unidos | 2009 |

### Distinciones individuales
| Distinción                      | Año  |
| ------------------------------- | ---- |
| Jugador Más Valioso de la USL-1 | 2007 |
| Máximo goleador de la USL-1     | 2007 |